# 坂東正敬
坂東正敬（ばんどう まさたか、1976年3月31日 - ）は、東京都出身の日本のレーシングチーム監督。有限会社坂東商会、株式会社レーシングプロジェクトバンドウ代表取締役。通称は坂東マサ。父親は坂東商会会長・RACING PROJECT BANDOH前監督の坂東正明。特技はサッカー。

## 経歴

### 幼少期からネッツカップ参戦まで
東京都大田区で生まれ、町田市で育つ。幼少期は車が好きというわけではなく、父の坂東正明が土屋圭市とテレビ番組や雑誌などのメディアに出演していることは知っていたものの、何をしているか、またそれがどのような職業かは分からないまま育った。少年時代はサッカーに打ち込み、中高ともにサッカー部に所属。本郷高校卒業後はドイツにサッカー留学した。留学中、父の指示で国際F3000やル・マン24時間レースを観戦したが、レースに興味を抱くことは無かった。
帰国後は清水エスパルスのユースチームに在籍したが挫折し、21歳の時に父の経営する坂東商会でアルバイトを始め、そこで当時坂東商会の社員だった織戸学と出会った。当時からレーサーとして活躍していた織戸に帯同するうちにレースに興味を持つようになり、その後は織戸を質問攻めにして様々な知識を吸収した。
2000年、織戸の提案でネッツカップ（ヴィッツレース）に参戦。1年間のネッツカップでの活動を通じて、レースに使われるパーツを製作するスペシャリストたちをまとめる「レーシングチーム」という存在に興味が湧き、JGTC（後のSUPER GT）のチームを率いる父へのライバル心から、自分自身でJGTCのチームを立ち上げ、父のチームに勝つことを志した。

### レース監督として
2003年、ネッツカップのアルテッツァワンメイクレースの監督として監督生活をスタートさせた。ワンメイクレースには2006年まで参戦し、D1グランプリで活躍する今村陽一をグリップ走行のレース未経験と知りながらドライバーとして起用。過去に坂東商会に所属していた土屋圭市や織戸学など先輩ドライバーに今村が叱咤激励されながら成長する様をビデオオプションやホットバージョンで密着取材され話題となった。優勝こそ無かったものの、ポールポジション獲得や表彰台に立つなど実績を残した。
2007年にはアルテッツァ生産中止に伴い、アルテッツァレースが終了。スーパー耐久にステップアップする噂もされたが、父がSUPER GTを運営するGTアソシエイション（GTA）の委員長に就任した事を受け、RACING PROJECT BANDOHの監督代行として、飯田章と関口雄飛を擁してSUPER GTのGT300クラスに参戦した。参戦車両が2003年から使い続けている旧型のセリカというハンデがありながら、早くも第5戦SUGOで監督初勝利をあげた。
2008年からは、正式に監督を任されることになった。参戦車両も第3戦からレクサス・IS350をミッドシップ化した車両にスイッチし、第7戦もてぎでは、最後尾スタート（予選日の車検違反）から24台抜きを見せ、みごと優勝を果たした。この年の8月19日、坂東正明がGTA代表取締役に専念することとなったため、有限会社坂東商会・株式会社レーシングプロジェクトバンドウの経営を受け継ぎ、専務取締役から代表取締役へ昇格した。
2009年、片岡龍也をKRAFTからチームへ迎え入れ、織戸・片岡コンビで参戦。開幕戦岡山で優勝するなど好成績を残し、チームは1997年以来2回目のシリーズチャンピオンを獲得した。織戸は坂東親子2代に渡って、12年ぶり2回目のシリーズチャンピオンを獲得した。
2010年は2009年と同じ体制で参戦したものの、シリーズ8位に終わった。
2011年、父が成し遂げていなかったSUPER GTのGT500へ参戦を表明。LEXUS TEAM WedsSport BANDOHとして、WedsSport ADVAN SC430を走らせることになった。ドライバーは片岡龍也と荒聖治。GT500チーム監督では当時最年少であった。なお、株式会社ウェッズは初めてのGT500スポンサードとなった。デビューレースで3位となり、ヨコハマユーザーのSC430としては初めて表彰台を獲得した。
2012年は、ドライバーは荒とアンドレ・クート。第6戦富士で3位表彰台を獲得し、続く第7戦オートポリスではポールポジション獲得と3位表彰台獲得を成し遂げた。
2013年、監督業としては、SUPER GTでは昨年と同じ体制で参戦し、SC430最後の年をランキング13位で終えた。また、D1グランプリには片岡龍也と共にTEAM UP GARAGEとして参戦（マシンはスープラ（JZA80））。さらに、長渕剛の息子・長渕蓮を86/BRZレースにてデビューさせた。 
2014年はGT500に参戦できないという噂が当初囁かれていたが、新型車となるRC Fを導入し参戦。開幕戦が事実上シェイクダウンとなった。ドライバーはシリーズチャンピオンを3回獲得している脇阪寿一と2007年以来にチームにカムバックした関口雄飛を起用。この年より、出身地の町田市を盛り上げようとサッカーチーム・町田ゼルビアとパートナーシップを結び、マシン車体への町田ゼルビアのエンブレムの掲示や、ホームゲームでのGT500車両の展示などを行っている。
2015年は、GT500には前年と不変の体制で参戦。そしてGT300には、D1のパートナーであるアップガレージとタッグを組み、UPGARAGE BANDOH 86としてゼッケン18番で参戦。マシンはGTA製作のマザーシャシーを利用した86で、ドライバーは中山友貴・井出有治・佐々木孝太・ニック・キャシディ・マルコ・アスマーと豪華なラインナップを揃えたが苦戦し、シリーズ30位に終わった。
2016年は、GT500では脇阪に代わり国本雄資を迎え入れ、3年目となる関口とのコンビで参戦。GT300には中山とFIA F4で活躍した山田真之亮を起用。メンテナンスはRS中春、エンジニアは童夢でスタッフを一新した。第7戦タイにてポールポジション獲得に加えGT500初優勝を成し遂げた。ポールトゥウインはADVANタイヤでは初の快挙。続く第8戦もてぎでは3位表彰台を獲得。シリーズランキング4位と好成績を収めた。JGTCがSUPER GTとなった2005年以降、ADVANタイヤ装着車としては最上位のシリーズランキングとなった。
2017年は、GT500はマシンをRC FからLC500にスイッチ。ドライバーは関口・国本体制を継続したが、国本がル・マン24時間レースにトヨタから出場することになったため、第2戦の富士のみ山下健太がステアリングを握った。また、SUPER GTでは最後となる第6戦鈴鹿1000kmは小林可夢偉が第3ドライバーで登録された。GT300のドライバーは山田真之亮に代わってFIA F4で活躍した川端伸太朗を迎え入れ、3年目となる中山とタッグを組んだ。マシン・スポンサー・エンジニア・メカニックは継続。
2018年は、GT500には引き続きLC500で参戦。ドライバーは国本と昨年第2戦に第3ドライバーとして参戦した山下を起用した。第4戦タイで3位。第7戦オートポリスではピットストップを標準的な1回から2回に増やす「2ストップ作戦」を見事に成功させ、3位を獲得した。また、GT300に参戦しているチームタイランドへメカニックを派遣していた。
2019年、LC500ラストイヤーとなるGT500では、国本と新たに加入した坪井翔をドライバーに起用。昨年に続きタイで3位表彰台を獲得した。第2戦の富士ラウンドで監督として100戦目を迎えた。DTMとの交流戦では、随所で活躍も見せてチーム力を証明した。念願のニュルブルクリンク24時間レースにチームタイランドからマシンを借り出場したが、火災や車両トラブルなどもあり完走するにとどまった。
2020年はGT500参戦10年目記念の年。名門プライベーターチーム・つちやエンジニアリングの参戦年数を上回った。マシンはLC500からGRスープラに変更。ドライバーは国本と新たに加入した宮田莉朋のコンビ。7月にはタウンニュース町田版に取材記事が掲載された。
2021年は前年と不変の体制で参戦。第2戦富士では2016年第7戦タイ以来となるポールポジションを獲得。第7戦もてぎでもポールポジションを獲得し、最高位は第4戦と第7戦のどちらももてぎで獲得した2位でシリーズ順位は11位となった。
2022年、国本と新たに加入した阪口晴南を起用。第2戦富士、第3戦鈴鹿、第4戦富士と3戦連続となるポールポジションを獲得した他、第6戦SUGOでもポールポジションを獲得した。しかし、最高位は第3戦鈴鹿と第7戦のオートポリスで獲得した5位で「予選番長」と称された。年間順位は前年と同じく11位。

## 人物・エピソード
- サッカー留学先はドイツとブラジルを検討し、友人がブラジルを選んだためドイツ留学を決めた。父・正明もドイツの自動車産業に興味を持つことを見越したのか、ドイツならいいよ、と留学を認めたという[2]。サッカー関係者では、ラモス瑠偉やロナウジーニョ、エスパルス時代のチームメイトである戸田和幸やアルディレス監督と交流がある。

- ヴィッツレース時代には1シーズンで3回ほどマシンを全損した。ライバル視していた織戸との差が開いてしまうのではないかと危機感を覚えたことも、監督に転身する契機となった[2]。

- 有限会社坂東商会では、タイヤプリントやオリジナルのアパレル商品の販売などを行う「カミナリモータース」をプロデュースしている。

- ビデオオプションを通じて吉本興業の芸人と仲良くなった（バッドボーイズ・モンスターエンジン・RG・パンクブーブー・平成ノブシコブシなど）。COWCOWの多田健二とも、カミナリモータースを通じて交流がある。

- GT300の監督初年度となる2007年シーズンは開幕前の鈴鹿テストの時点でまだドライバーが決まっておらず、面識のある数少ないドライバーである飯田章が昨シーズンでGT500から身を引くと知り、無我夢中でオファーした。もう一人のドライバーは関谷正徳を頼り、関口雄飛を紹介してもらった[2]。

- 2013年、自身初の著作となる『昭和魂』を三栄書房より刊行した[5]。

- 2015年9月5日、日本青年会議所北海道地区協議会の網走大会にて講演を行った[6]。

- 2019年、脇阪寿一や脇阪のスポンサーを務めるオウルテックと観戦したJリーグの横浜F・マリノスの試合で、ザッケローニ元監督と共に写った写真がヤフーニュースに掲載された。

### メディア出演
父親ゆずりの毒舌でビデオオプションに準レギュラーとして出演。レポーターやナレーションをこなす一方、今村陽一との凸凹コンビとして「人間ラジコン」、「トレインカーレース」、「自動車サッカー」など様々な企画に挑戦した。特に人間ラジコンカーレースの予選では今村(ドライバー)のスピードに無線での指示が追い付かなかったり、左右を間違えるなどのミスで激しいクラッシュを連発。ゴール後の今村をカンカンに怒らせ、実況の鈴木学や解説の野村謙を爆笑させた。
また、織戸学とのスーパーGTの戦いぶりに密着する「俺の夢　第2章」のテーマソングを自身が歌っている。
ラジオエフエムさがみにはたびたび出演している。

### レースクイーン”K”
”K”とは坂東武露愚（ブログ）内で天然ボケのお笑いネタを沢山提供する元・坂東爆走組所属のレースクイーン。実話と創作ネタ（有名なジョーク）を織り交ぜた掛け合い漫才のような書き込みが月に数回ある。”K”とは貝吹美弥子という噂もあるが真偽の程は定かではない。